# Leszek Podhorodecki
Leszek Podhorodecki (n. 1934, Pruszków, Mazovia, Polonia – d. 7 decembrie 2000, Wołomin, Mazovia, Polonia) a fost un istoric și scriitor polonez. Ca profesor de liceu, a publicat peste 40 de cărți despre istoria Poloniei, precum și zeci de articole academice și în alte publicații.

## Scrieri
- Chanat krymski i jego stosunki din Polska în XV-XVIII wieku
- Chocim 1621
- Dzieje rodu Chodkiewiczów
- Hetman Jan Karol Chodkiewicz 1560-1621
- Hetman Jan Zamoyski 1542-1605
- Hetman Stanisław Koniecpolski ok. 1591-1646
- Hetman Żółkiewski
- Historia Polski 1796-1997
- Kulikowe Pole 1380
- Lepanto 1571
- Rapier i koncerz
- Sicz Zaporoska
- Sławne bitus Polaków
- Sławni hetmani Rzeczypospolitej
- Sobiescy herbu Janina
- Stefan Czarniecki
- Tatarzy
- Wazowie w Polsce
- Wiedeń 1683
- Władysław IV 1595-1648
- Zarys dziejów Ukrainy